# Чемпіонат України з футболу серед жінок 2000: вища ліга
Чемпіонат України з футболу 2000 року серед жінок — 9-й чемпіонат України з футболу, що проводився серед жіночих колективів. Змагання відбувалися лише у одному дивізіоні.
Через скрутне фінансове становище всього жіночого українського футболу було прийняте рішення одразу після завершення першого кола групового етапу розпочати змагання фінальної групи. Втім навіть тут не обійшлося без втрат — з чотирьох клубів, що мали змагатися між собою за регламентом, продовжити участь погодилися лише три.
Чемпіоном країни вперше у власній історії стала чернігівська «Легенда».

## Учасники
| Команда         | Місто      | Стадіон             | Тренер          | Президент            | Місце у ВЛ 1999 |
| --------------- | ---------- | ------------------- | --------------- | -------------------- | --------------- |
| «Динамо»        | Ірпінь     | «Динамо»            |                 |                      | -               |
| «Донеччанка»    | Донецьк    | «Текстильник»       |                 | Микола Якушев        |                 |
| «Київська Русь» | Київ       | інформація відсутня | Володимир Гусар | Григорій Романюк     | 4               |
| «Легенда»       | Чернігів   | «Текстильник»       | Сергій Умен     | Володимир Магеррамов |                 |
| «Мрія»          | Кіровоград | інформація відсутня |                 |                      | -               |
| СКІФ            | Львів      | інформація відсутня |                 |                      | -               |
| «Харків'янка»   | Харків     | інформація відсутня |                 |                      | -               |
| «Юність»        | Полтава    | інформація відсутня |                 |                      | -               |

## Результати змагань

### Група А
Матчі відбувалися 4, 9, 18, 25 та 26 серпня 2000 року.
| 1 | «Легенда»       |     | 2:0 |     | 13:0 | 3 | 3 | 0 | 0 | 16 — 0 | 9 |
| 2 | «Київська Русь» |     |     |     | 10:0 | 3 | 2 | 0 | 1 | 11 — 2 | 6 |
| 3 | «Динамо»        | 0:1 | 0:1 |     |      | 3 | 1 | 0 | 2 | 3 — 2  | 3 |
| 4 | СКІФ            |     |     | 0:3 |      | 3 | 0 | 0 | 3 | 0 — 26 | 0 |

### Група Б
Матчі відбувалися 4, 9 та 18 серпня 2000 року.
| 1 | «Донеччанка»  |     |     | 19:0 |     | 3 | 3 | 0 | 0 | 29 — 0 | 9 |
| 2 | «Юність»      | 0:5 |     | 13:0 |     | 3 | 2 | 0 | 1 | 16 — 5 | 6 |
| 3 | «Мрія»        |     |     |      | 3:2 | 3 | 1 | 0 | 2 | 3 — 34 | 3 |
| 4 | «Харків'янка» | 0:5 | 0:3 |      |     | 3 | 0 | 0 | 3 | 2 — 11 | 0 |

### Фінальний турнір
Фінальний турнір відбувся в Києві з 12 по 16 листопада 2000 року. В змаганнях взяли участь переможці груп — «Донеччанка» та «Легенда», а також господарі змагань — «Київська Русь», що зайняла 2-ге місце у групі А. Полтавська «Юність» участь у розіграші медалей не брала.
| 1 | «Легенда»       |     |     | 4:1 | 2 | 2 | 0 | 0 | 6 — 2 | 6 |
| 2 | «Донеччанка»    | 1:2 |     |     | 2 | 1 | 0 | 1 | 3 — 3 | 3 |
| 3 | «Київська Русь» |     | 1:2 |     | 2 | 0 | 0 | 2 | 2 — 6 | 0 |

## Чемпіонський склад «Легенди»
Головний тренер — Сергій Умен
| Поз.  | Футболістка        | Матчі | Голи |
| ----- | ------------------ | ----- | ---- |
| ЗХ/НП | Тетяна Нестерчук   | 5     | 0    |
| ПЗ    | Дарія Мільчевська  | 5     | 1    |
| ПЗ    | Людмила Лемешко    | 5     | 2    |
| ЗХ    | Оксана Пожарська   | 5     | 0    |
| НП    | Олена Ходирєва     | 5     | 4    |
| ЗХ    | Юлія Карпенкова    | 5     | 1    |
| ЗХ/ПЗ | Олена Леонтьєва    | 5     | 0    |
| НП    | Тетяна Гусакова    | 5     | 3    |
| ВР    | Ірина Зварич       | 5     | 0    |
| ПЗ    | Віра Дятел         | 5     | 2    |
| ПЗ/НП | Алла Лишафай       | 5     | 5    |
| НП    | Віра Кобилецька    | 5     | 2    |
| НП    | Тетяна Чуланова    | 4     | 0    |
| ПЗ    | Наталія Панасюк    | 3     | 1    |
| ПЗ    | Олександра Романів | 2     | 0    |
| ЗХ/ПЗ | Наталія Ігнатович  | 2     | 0    |
| ЗХ/ПЗ | Тетяна Чорна       | 2     | 1    |
| ВР    | Надія Баранова     | 1     | 0    |
| ЗХ    | Наталя Боярова     | 1     | 0    |